# Carl Lorck (Maler)

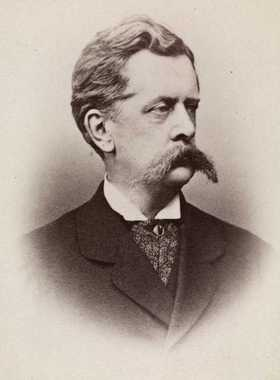
Carl Julius Lorck, Foto von Frederik Klem, um 1880

Carl Julius Lorck (* 18. Mai 1829 in Trondheim, Norwegen; † 28. Oktober 1882 in Christiania, heute Oslo) war ein norwegischer Porträt- und Genremaler der Düsseldorfer Schule.

## Leben
Lorck entstammte einer wohlhabenden Handels- und Reederfamilien aus Trondheim. Sein Vater, der Kaufmann Jens Schive Lorck (1796–1834), starb früh. Seine Mutter, Hanna Caroline (geborene Blyth), zog daher mit den Kindern Christiania. Im Alter von 13 bis 14 Jahren war Lorck in Fredriksvern. Da er für die Militärlaufbahn bestimmt war, wurde er anschließend als Kadett an der Kriegsschule in Christiania ausgebildet. Der Porträtmaler Johan Gørbitz (1782–1853) ermutigte ihn, Künstler zu werden. So begann er mit ersten Studien in Vestfold und in der Telemark. 1851 nahm er zunächst Zeichenstunden bei Johan Fredrik Eckersberg in Christiania und begann 1852 ein Malereistudium an der Kunstakademie Düsseldorf. Dort waren bis 1854 Karl Ferdinand Sohn, Heinrich Mücke und Rudolf Wiegmann seine Lehrer. Außerdem nahm er Privatunterricht bei seinem Landsmann Adolph Tidemand und bei dem deutschen Genremaler Wilhelm Sohn. In Düsseldorf, wo er – unterbrochen von Aufenthalten in Norwegen – bis etwa 1880 lebte, war er von 1853 bis 1859 Mitglied des Künstlervereins Malkasten. Lorck unternahm bis etwa 1880 eine Reihe von Studienreisen, insbesondere in die Niederlande.
Er orientierte sich am Stil von Rudolph Jordan und Henry Ritter und fertigte Genreszenen und Bildnisse mit Motiven von der Küste und dem Meer. Seit 1895 war er mit Anna Gjerthe (geborene Meyer, * 1831) verheiratet, einer Tochter von Jean E. Meyer, dem Leiter der Werft in Fredriksvern.